# Randka w ciemno (program telewizyjny)
Randka w ciemno – polski program rozrywkowy oparty na amerykańskim formacie The Dating Game. Uczestnik programu wybiera spośród trzech kandydatów jedną osobę, z którą uda się na randkę. Program nadawano w latach 1992–2005 na antenie TVP1; pod koniec lipca 2025 roku zapowiedziano emisję nowej odsłony programu od października na antenie telewizji Polsat.

## Prowadzący
Pierwszym prowadzącym program był Jacek Kawalec (1992–1998); później rolę tę przejął Tomasz Kammel (1998–2005). Prowadzącym drugiej odsłony programu, powstającej dla Polsatu, został Piotr Gąsowski.

## Charakterystyka programu
Program polegał na tym, że kobieta wybierała mężczyznę lub mężczyzna kobietę spośród trzech niewidocznych kandydatów lub kandydatek poprzez zadawanie pytań. Do końca finału uczestnicy znajdowali się za parawanem. Przed wybraniem i zapoznaniem się uczestnika z wskazanym kandydatem prowadzący prosił „głos” (były nimi: Dorota Osman, następnie Edyta Krasowska, a od roku 2002 – Antoni Parol) o dokonanie podsumowania osób oczekujących na wybór. Następnie dokonywano prezentacji pozostałych dwóch osób biorących udział w projekcie. Osoba wybierająca wyruszała z osobą wybraną na wspólną wycieczkę krajową lub zagraniczną (losowanie odbywało się spośród dwóch kopert przygotowanych przez prowadzącego; od wyboru koperty zależał kierunek wycieczki). Pod koniec programu prezentowano film ze wspólnego wyjazdu pary uczestniczącej w jednym z poprzednich odcinków.

## Dodatkowe informacje
Wśród wszystkich uczestników programu zawiązały się łącznie cztery małżeństwa, co należy ocenić jako bardzo niską skuteczność (poniżej 1%) takiej formuły doboru partnera w kontekście długoterminowych relacji w Polsce. Prowadzący Jacek Kawalec zauważył, że uczestnicy dobierani do programu przez produkcję często mieszkali zbyt daleko od siebie, co w czasach niewystarczająco rozwiniętej sieci telekomunikacyjnej oraz Internetu utrudniało im utrzymanie regularnego kontaktu.
W polskiej wersji formatu, w odróżnieniu od oryginalnej, amerykańskiej wersji programu, uczestnicy musieli przygotowywać swoje odpowiedzi we współpracy z redaktorami pracującymi przy programie, którzy kładli szczególny nacisk na poprawność językową i odpowiedni styl używanych sformułowań. Nagrania programu odbywały się dwa razy w miesiącu, kręcono wówczas cztery odcinki. Jacek Kawalec za prowadzenie programu otrzymywał wynagrodzenie w wysokości ok. 250 funtów za odcinek.